# Equipo de Copa Davis de la Unión Soviética
El equipo de la Copa Davis de la Unión Soviética compitió entre 1962 y 1991. El equipo compitió con el nombre de 'Comunidad de Estados Independientes' en 1992. Después de 1992, las naciones compitieron como:
- Armenia (comenzó en 1996)
- Azerbaiyán (comenzó en 1996)
- Bielorrusia (comenzó en 1994)
- Estonia (jugó de forma independiente en 1934; reanudado en 1993)
- Georgia (comenzó en 1994)
- Kazajistán (comenzó en 1995)
- Kirguistán (comenzó en 2002)
- Letonia (comenzó en 1993)
- Lituania (comenzó en 1994)
- Moldavia (comenzó en 1995)
- Rusia (récords históricos asumidos por Rusia)
- Tayikistán (comenzó en 1997)
- Turkmenistán (comenzó en 2004)
- Ucrania (comenzó en 1993)
- Uzbekistán (comenzó en 1994)